# KV5
KV5는 이집트 왕가의 계곡에 있는 지하 암석 무덤이다. 람세스 2세의 자식들이 묻힌 곳으로, 현재까지 왕가의 계곡에서 발견된 무덤 중에 가장 규모가 큰 것으로 알려져 있다.
람세스 2세의 무덤 KV7 인근에 위치해 있으며, 남녀를 가리지 않고 그가 살아있던 시기에 사망한 자녀는 대부분 이곳에 모셔진 것으로 보인다. 특히 아문헤르케페셰프의 두개골 조각이 내부에서 발견되어 복원되기도 했다.
1825년 초에 일부가 처음 발굴되었지만 실제 전체 규모가 파악된 것은 1995년 켄트 R. 위크스의 발굴 탐사가 이뤄지고 나서부터였다. 위크스의 발굴조사는 왕가의 계곡에서 이뤄진 것으로는 1922년 투탕카멘의 무덤 발견 이후 가장 극적인 사건으로 여겨지고 있다.

## 역사
KV5는 계곡 입구 인근에 자리잡고 있어 일찍이 고대부터 도난당한 상태였다. 그 내부에는 수세기에 걸쳐 폭우로 인한 홍수가 닥칠 때마다 쓸려온 잔해가 잔뜩 쌓여 있었다. 저지대에 위치한 다른 무덤과 같은 운명을 겪은 셈이었다.
근대에 이르러 왕가의 계곡을 탐사하기 시작하면서 이 무덤도 여러 차례 조사됐다. 1825년 제임스 버튼과 1902년 하워드 카터 (훗날 투탕카멘의 무덤을 발견)가 발굴을 진행하였는데, 처음 몇 개의 방에 머무는 선에서 그쳤던 관계로 그 내부 규모도 파악할 수 없었고 특이사항도 발견할 수 없었다. 하워드 카터는 KV5를 물자 보관용 공간으로 사용하기도 했다.
그러던 1995년 켄트 R. 위크스가 테베 매핑 프로젝트를 개시하고 KV5의 본격적인 정리에 나섰다. 당시 인근 건물 공사에 손상이 가지 않을지 확인하기 위해, 또 한편으로 내부 구조를 그려보기 위해 나선 조사였으나, 한편으로 이 무덤의 기능과 맥락을 파악하려는 목적도 있었다. 작업 자체는 1987년부터 시작되어 외부 공간을 대대적으로 정비하였으며, 이후 1995년부터 제대로 된 내부 조사가 이루어졌다.
그 결과 무덤 내에는 약 70개의 방이 긴 복도를 따라 줄지어 있으며 언덕으로 다시 연결되어 있는 것으로 파악됐다. 방의 개수는 람세스 2세가 낳은 자식의 수와 일치했다. 도난되었다고는 하지만 여전히 유물들이 다수 남아 있었는데, 지금까지 도자기 조각 수천 점, 우샤브티, 파이앙스식 구슬, 신관문자가 새겨진 도편, 유리병, 상감세공, 사후 세계를 관장하는 오시리스의 대형 동상 등이 발견되었다. 당시 위크스의 발굴조사는 세계적으로 큰 관심을 끌어모았으며 이집트학에 대한 대중의 흥미를 다시 불러일으키는 계기로 작용했다.
이후 진행된 추가 발굴조사를 통해 이전에 발견된 무덤 부분에서 더 많은 복도와 방이 갈라져 나와 있다는 사실이 밝혀지면서, 처음 생각했던 것보다 훨씬 더 큰 규모라는 사실이 밝혀졌다. 2006년 기준으로 최소 130개의 방이 발견되었으며, 이 가운데 내부가 정리된 방은 약 7%에 불과했다. 퇴적물 제거 작업은 지금도 계속 진행중인 상태다.

## 관련 문헌
- Kent R. Weeks, KV 5: A Preliminary Report on the Excavation of the Tomb of the Sons of Ramesses II in the Valley of the Kings. Cairo: American University Press, 2000 ISBN 977-424-574-1
- Reeves, N & Wilkinson, R.H. The Complete Valley of the Kings, London: Thames and Hudson, 1996.
- Siliotti, A. Guide to the Valley of the Kings and to the Theban Necropolises and Temples, Cairo: A.A. Gaddis, 1996.